# Булган (Архангай)
Булган (монг. Булган) — сомон аймака Архангай, Монголия.
Центр сомона — посёлок Булагтайндэнж. Он находится в 40 километрах от административного центра аймака — города Цэцэрлэг и в 490 километрах от столицы страны — Улан-Батора.

## География
С юга сомон окружают горы Ангархай (3540 метров), Суварган хайрхан (3179 метров). В центральной части и севере простирается долина Урд Тамир. Протекают реки Хойт Тамир, Хануй и их притоки. Водятся олени, косули, волки, лисы, корсаки, барсуки, рыси, зайцы.
Климат резко континентальный. Средняя температура января -21°C, июля +17°C, ежегодная норма осадков 250-400 мм.
Имеются запасы вольфрама, полиметаллов, железной руды.